# Otrohove, Kroleveț
Otrohove (în ucraineană Отрохове) este un sat în comuna Mutîn din raionul Kroleveț, regiunea Sumî, Ucraina.

## Demografie
Componența lingvistică a localității Otrohove
     Ucraineană (98,84%)
     Rusă (1,16%)
Conform recensământului din 2001, majoritatea populației localității Otrohove era vorbitoare de ucraineană (98,84%), existând în minoritate și vorbitori de rusă (1,16%).